# Картунито (тв канал)
 Тази статия е за телевизионният канал.  За телевизионната мрежа вижте Cartoonito.  
Картунито (на английски: Cartoonito, преди известен като Бумеранг) е американски телевизионен канал, разпространяван посредством технологията на кабелната телевизия, собственост на Уорнър Брадърс Дискавъри, субсидиран и финансиран от Ей Ти енд Ти и Уорнърмедия. Стартира през 1992 г., а през 2000 г. се развива обхващайки САЩ. Създаден като част от програмния блок на Картун Нетуърк, а впоследствие се отделя и обособява в самостоятелна медия.
В програмата на Бумеранг преобладават класически анимации като: „Шантави рисунки“, „Том и Джери“ и повечето продукции на Хана-Барбера. От 2006 г. започва излъчването на по-съвременни анимации по американския канал, сред които: „Дък Доджърс“, „Какво ново, Скуби-Ду?“, „Лабораторията на Декстър“, „Майк, Лу и Ог“ „Джони Браво“, а по Бумеранг в Обединеното кралство стартират: „Домът на Фостър за въображаеми приятели“ и „Лагерът Лазло“. Във Франция и Италия: „Джордж от джунглата“, в Латинска Америка: „Атомната Бети“. В Индия Бумеранг се излъчва като блок по Cartoon Network Индия. През 2007 г. по европейския Бумеранг стартира „Овца в големия град“ и „Язовците“, а в началото на 2008 г. „Екип във времето“ заедно с „Майк, Лу и Ог“ и други става още един от допреди това излъчваните по Cartoon Network сериали.
На 18 март 2023 г. „Бумеранг“ бива преименуван на „Картунито“.

## Сериалите по европейския Бумеранг
В България се излъчва европейският Бумеранг на български език от 2021 г., като по него се излъчват следните анимационни сериали:
- „Семейство Флинтстоун“ (1960 – 1966)
- „Скуби-Ду, къде си?“ (1969 – 1971)
- „Новите филми за Скуби-Ду“ (1972 – 1973)
- „Мистър Бийн: Анимационният сериал“ (2002 – 2004, 2015 – )
- „Малките шантави рисунки“ (2002 – 2005)
- „Какво ново, Скуби-Ду?“ (2002 – 2006)
- „Мързелград“ (2004 – 2007; 2013 – 2014)
- „Приказки за Том и Джери“ (2006 – 2008)
- „Шоуто на Гарфилд“ (2008 – )
- „Пинко Розовата Пантера с неговите приятели“ (2010)
- Jungle Bunch to the Rescue (2013 – )
- „Шоуто на Том и Джери“ (2014 – 2021)
- Robin Hood: Mischief in Sherwood (2014 – )
- Oddbods (2015 – )
- „Инспектор Гаджет“ (2015 – 2018)
- The Owl & Co (2014 – )
- „Спокойно, Скуби-Ду!“ (2015 – 2018)
- „Новите шантави рисунки“ (2015 – 2020)
- „Коконът, малкия дракон“ (2016)
- Зайкула (2016 – 2018)
- „Госпожица Муун“ (2016 – )
- „Гризи и лемингите“ (2016 – )
- „Моят рицар и аз“ (2017 – )

## Бумеранг кино
- „Мъжът на име Флинтстоун“ (1966)
- „Голямото бягство на Йоги“ (1987)
- „Скуби-Ду и братята Бу“ (1987)
- „Скуби-Ду: Училище за духове“ (1987)
- „Том и Джери: Филмът“ (1992)
- „Скуби-Ду: Арабски нощи“ (1994)
- „Скуби-Ду на Острова на зомбитата“ (1998)
- „Скуби-Ду и Духът на вещицата“ (1999)
- „Скуби-Ду и извънземното нашествие“ (2000)
- „Скуби-Ду: Гонитба в компютъра“ (2001)
- „Том и Джери: Вълшебният пръстен“ (2001)
- „Скуби-Ду: Легенда за вампира“ (2003)
- „Скуби-Ду: Чудовището от Мексико“ (2003)
- „Том и Джери: Мисия до Марс“ (2005)
- „Том и Джери: Бързи и космати“ (2005)
- „Том и Джери: Морски приключения“ (2006)
- „Скуби-Ду: Големият студ“ (2007)
- „Скуби-Ду и Кралят на гоблините“ (2008)
- „Скуби-Ду и Мечът на самурая“ (2009)
- „Том и Джери срещат Шерлок Холмс“ (2010)
- „Том и Джери: Изгубеният дракон“ (2014)
- „Скуби-Ду: Рицарски терор“ (2015)

## Предстоящи сериали
- „Тазмания“ (1991 – 1995)
- „Приключенията на дребосъците“ (1990 – 1995)

## Предишни сериали
- „Том и Джери“ (1940 – 1962)
- „Том и Джери хлапаци“ (1990 – 1993)
- „Дък Доджърс“ (2003 – 2005)
- „Крипто Суперкучето“ (2005 – 2006)
- „Загадките на Силвестър и Туити“ (1995 – 2001)
- „Шантави рисунки“ (1930 – 1969)
- „Семейство Джетсън“ (1962 – 1963, 1985 – 1987)
- „Шоуто на Скуби-Ду“ (1976 – 1978)
- „Съкровищният лов на Йоги“ (1985 – 1988)
- „Пале на име Скуби-Ду“ (1988 – 1991)
- „Топ Кет“ (1961 – 1962)
- Jungle Beat (2003)
- „Аниманиаци“ (1993 – 1998)
- „Попай“ (1933 – 1962)
- „Шоуто на Хъкълбери Хрътката“ (1958 – 1962)
- „Лабораторията на Декстър“ (1996 – 2003)
- „Семейство Адамс“ (1992 – 1993)
- „Джони Браво“ (1997 – 2004)
- „Хонконг Фуи“ (1974)
- „Новото Шоу на Мечето Йоги“ (1988)
- „Помощ!... Това са Хеър и бандата му“ (1971 – 1972)
- „Капитан Пещерняк и ангелите тийнейджърки“ (1977 – 1980)
- „Флинтстоун хлапета“ (1986 – 1988)
- „Новите загадки на Скуби-Ду“ (1983 – 1984)
- „Магила Горила“ (1963 – 1967)
- „Друпи, майстор детектив (1993 – 1994)
- „Инспектор Инч Хай“ (1973 – 1974)
- „Овца в големия град“ (2000 – 2002)
- „Смахнати състезания“ (1968 – 1970)
- „Дастардли и Мътли в техните летящи машини“ (1969 – 1970)
- „Джоуси и котенцата“ (1970 – 1971)
- „Опасните приключения на Пенелъпи Питстоп“ (1969 – 1970)
- „Язовците“ (1985 – 1991)
- „Джабърджоу“ (1976)
- „Граф Дъкула“ (1988 – 1993)
- „Хийтклиф и Мармадюк“ (1980 – 1982)
- „Губър и преследвачите на духове“ (1973)
- „Джордж от Джунглата“ (2007 – 2008)
- „Майк, Лу и Ог“ (1999 – 2001)
- „Кученце в моето джобче“ (2010 – 2011)

## Външни предпратки
- Официален сайт на Бумеранг
- Бумеранг Франция
- Бумеранг Обединено кралство
- Бумеранг Германия Архив на оригинала от 2008-04-06 в Wayback Machine.
- Бумеранг Италия[неработеща препратка]